# Hatazō Adachi
Hatazō (Hotaze) Adachi (安達 二十三 Adachi Hatazō; Prefettura di Ishikawa, 17 giugno 1890 – Rabaul, 10 settembre 1947) è stato un generale giapponese durante la seconda guerra mondiale.
Nato nella prefettura di Ishikawa, si laureò all'Accademia militare imperiale giapponese nel 1910 e all'Università militare di guerra nel 1922. Divenne colonnello nel 1934 e generale di divisione nel 1940, fu a capo dell'esercito nell'area del nord della Cina tra il 1941-1942, comandò la 18ª Armata a Rabaul e nella costa nord della Nuova Guinea tra il 1942-1945.
Gli sbarchi di MacArthur ad Aitape ed Hollandia (odierna Jayapura) tra il 22 e il 27 aprile del 1944 isolarono una vasta parte dei 65.000 uomini di Adachi, ciò fece sì che le sue forze furono rese inoffensive per il resto della guerra. Seguì la sua resa nel settembre del 1945; egli prese responsabilmente l'accusa di maltrattamento dei prigionieri alleati a Rabul, e si suicidò.